# Antonius (släktnamn)
Antonius är ett romerskt släktnamn av etruskiskt ursprung. Den mest kände bäraren av namnet är Marcus Antonius. Betydelsen är oklar men har associerats med det grekiska ordet anthos (ανθος) som betyder "blomma". Detta medförde att ett H lades till namnet Antony i engelska språket. Detta släktnamn har sedan givit upphov till förnamnet Antonius med varianter.

## Medlemmar av släkten Antonius
- Gaius Antonius den äldre (100-talet f.Kr.), romersk politiker
- Gaius Antonius Hybrida (106 f.Kr.–42 f.Kr.), romersk politiker
- Gaius Antonius den yngre (81 f.Kr.–42 f.Kr.), romersk politiker
- Marcus Antonius (86/83 f.Kr.–30 f.Kr.), romersk statsman och fältherre
- Marcus Antonius Antyllus (47 f.Kr.–30 f.Kr.), romersk ädling
- Marcus Antonius Creticus (död 71 f.Kr.), romersk statsman, pretor
- Marcus Antonius Felix (verksam 52–60), romersk riddare, prokurator i Judéen
- Marcus Antonius Orator (143 f. Kr.–87 f.Kr.), romersk politiker och talare
- Marcus Antonius Pallas (död 62), romersk frigiven
- Marcus Antonius Primus (30/35–omkring 81), romersk politiker och fältherre
- Marcus Antonius Gordianus Sempronianus Romanus Africanus, Gordianus I
- Marcus Antonius Gordianus Sempronianus Romanus Africanus, Gordianus II
- Marcus Antonius Gordianus Pius, Gordianus III